# Університет Шейха Анти Діопа
Університет Шейха Анти Діопа, UCAD (фр. Université Cheikh-Anta-Diop), попередня назва Дакарський університет (фр. Université de Dakar) — державний вищий навчальний заклад в місті Дакар, Сенегал. Заснований 24 лютого 1957 року. З березня 1987 року носить ім'я сенегальського вченого Шейха Анти Діопа.

## Історія
Університет імені Шейха Анти Діопа був сформований з кількох навчальних закладів, створених колоніальною адміністрацією Французька Західна Африка. Найстарішим із них була, заснована у 1918 році в Дакарі Медична школа Французької Західної Африки, в якій навчалися європейці та мулати, а також невелика частина представників африканської еліти з Чотирьох комун з номінальним французьким громадянством. У 1936 році, при уряді Народного фронту у Франції, у Дакарі був заснований Французький інститут Чорної Африки.
У 1950-х роках колоніальна влада розширила місцеві навчальні заклади. 24 лютого 1957 року було засновано Дакарський інститут вищої освіти, приписаний до Паризького університету. 9 грудня 1959 був офіційно відкритий Дакарський університет, що став найбільшим навчальним закладом у Французькій Західній Африці. 30 березня 1987 року університету було присвоєно ім'я сенегальського філософа та антрополога Шейха Анти Діопа. У 1960 році, після проголошення незалежності Сенегалу, в університеті навчалося 1018 студентів, з яких лише 39 % були сенегальцями, решта були вихідцями з інших французьких колоній в Африці. До 1976 року чисельність студентів досягла 8014 осіб.
Під час економічної кризи у 1970-х роках фінансування вищої освіти в Сенегалі з боку держави було скорочено. Протягом тривалого часу освіту в країні підтримували міжнародні організації. У 1980-х роках близько 20 % фінансування, яке виділялося Всесвітнім банком на освіту в Сенегалі, витрачалося на вищі школи, але до середини 1990-х років ця цифра знизилася до 7 %. Проте університет імені Шейха Анти Діопа зміг зберегти репутацію одного з найпрестижніших навчальних закладів в Африці.
У 1992-93 роках університет приймав 21 723 студенти. До його складу входять 11 факультетів, шкіл та інститутів з правосуб'єктністю та фінансовою автономією, 4 інститути навчальні та дослідні, а також 8 університетських інститутів для наукових досліджень. Тут розміщена Міждержавна школа ветеринарних наук і медицини, регіональна установа, створена в рамках колишнього OCAM.
У 2000 році ступінь бакалавра в ньому захистили 9000 осіб. У 2011 році в університеті навчалося майже 69 тисяч студентів. Випускниками університету є численні сенегальські політики та вчені. З 2000 до 2010 року бюджет навчального закладу збільшився з 13 до 32 мільйонів євро.
Символ досконалості в Західній Африці, Університет Шейха Анта Діопа в Дакарі (UCAD) є еталоном за межами континенту. 27 нових будівель для проживання 10 700 студентів розташовані на трьох ділянках (UCAD, Cité Claudel і École supérieure Polytechnique, ESP). Дизайн оформлення будівель був розроблений у співпраці з сенегальським художником Аланом Бі (Alun Be), автором цегляної мозаїки, яка буде прикрашати фронтонні стіни на наукові теми UCAD.

## Структура університету
До складу університету входять такі організаційні підрозділи:
- Центр прикладної лінгвістики
- Центр інформаційних наук і технологій
- Центр психологічних досліджень
- Центр досліджень відновлюваної енергії
- Гуманітарний факультет
- Факультет економіки та менеджменту
- Факультет навчально-виховних наук і технологій
- Факультет права та політології

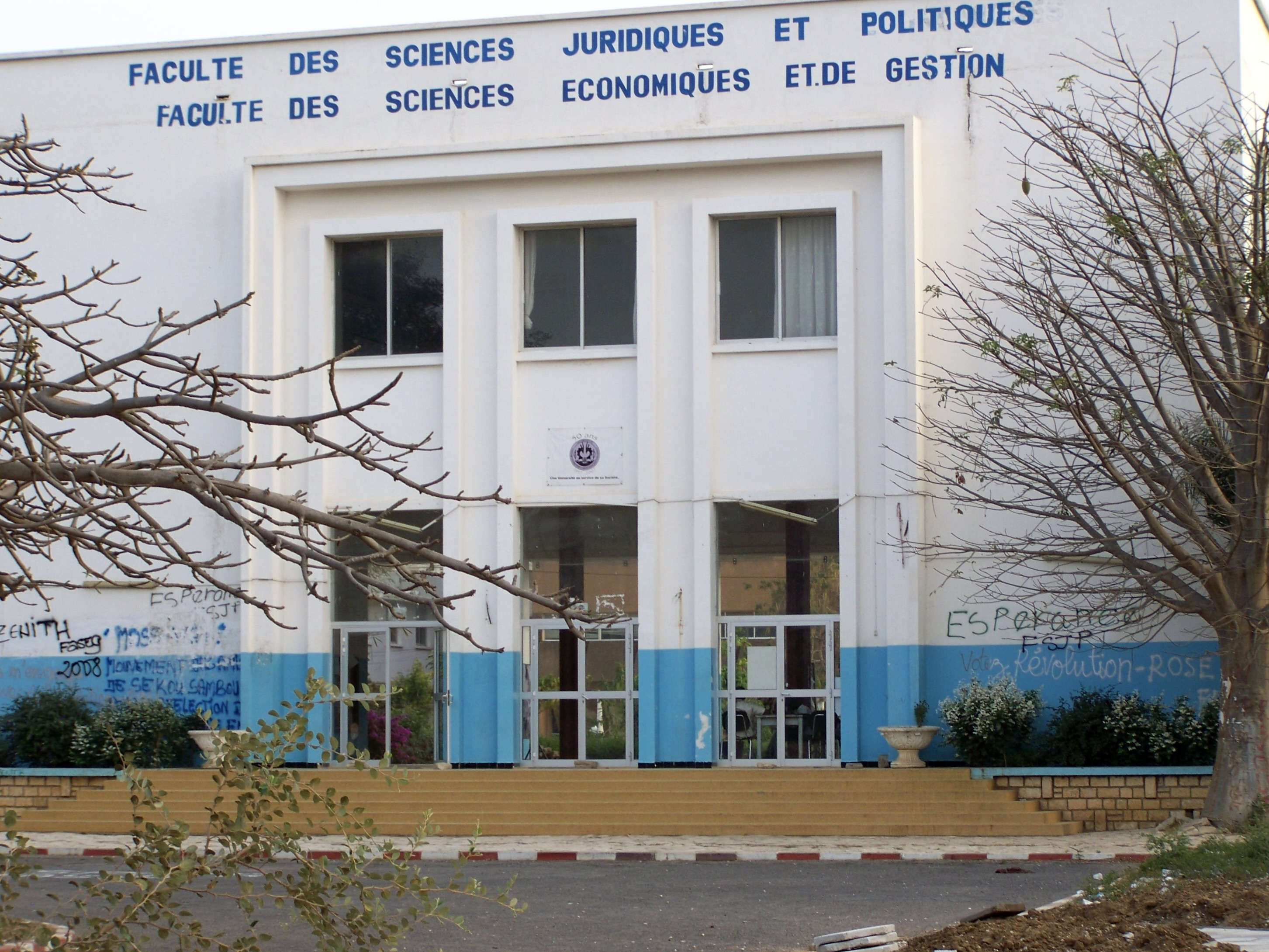
Факультет права та політології

- Факультет медицини, фармації та стоматології
- Факультет точних наук
- Інститут прикладних ядерних технологій
- Інститут прикладної тропічної медицини
- Інститут фундаментальних досліджень Чорної Африки
- Інститут Земних Наук
- Інститут екологічних досліджень
- Інститут рибного господарства та аквакультури
- Інститут французької мови для іноземців
- Інститут здоров'я та розвитку
- Інститут прав людини
- Інститут фізичного виховання і спорту
- Інститут соціальної педіатрії